# Maximilian Arfsten
Maximilian Arfsten (Fresno, 2001. április 19. –) amerikai válogatott labdarúgó, a Columbus Crew csatára.

## Pályafutása

### Klubcsapatokban
Arfsten a kaliforniai Fresno városában született. Az ifjúsági pályafutását a San Jose Earthquakes akadémiájánál kezdte.
2023-ban mutatkozott be a Columbus Crew észak-amerikai első osztályban szereplő felnőtt keretében. Először 2023. március 26-án, az Atlanta United ellen hazai pályán 6–1-es győzelemmel zárult mérkőzés 82. percében, Jacen Russell-Rowe cseréjeként lépett pályára, majd a kilenc perccel később megszerezte első gólját is a klub színeiben.

### A válogatottban
2025-ben debütált az amerikai válogatottban.

## Statisztikák
2024. augusztus 26. szerint
| Klub          | Szezon   | Osztály  | Bajnokság | Bajnokság | Kupa  | Kupa | Nemzetközi | Nemzetközi | Összesen | Összesen |
| Klub          | Szezon   | Osztály  | Meccs     | Gól       | Meccs | Gól  | Meccs      | Gól        | Meccs    | Gól      |
| ------------- | -------- | -------- | --------- | --------- | ----- | ---- | ---------- | ---------- | -------- | -------- |
| Columbus Crew | 2023     | MLS      | 13        | 3         | 3     | 0    | 1          | 0          | 17       | 3        |
| Columbus Crew | 2024     | MLS      | 20        | 3         | 0     | 0    | 8          | 0          | 28       | 3        |
| Összesen      | Összesen | Összesen | 33        | 6         | 3     | 0    | 9          | 0          | 45       | 6        |

### A válogatottban
| Válogatott       | Év       | Pályára lépés | Gól |
| ---------------- | -------- | ------------- | --- |
| Egyesült Államok | 2025     | 3             | 0   |
| Összesen         | Összesen | 3             | 0   |

## Sikerei, díjai
Columbus Crew
- MLS
  - Bajnok (1): 2023

- Leagues Cup
  - Győztes (1): 2024

- Campeones Cup
  - Döntős (1): 2024

- CONCACAF-bajnokok ligája
  - Döntős (1): 2024